# Carpolobia lutea
Carpolobia lutea är en jungfrulinsväxtart som beskrevs av George Don jr. Carpolobia lutea ingår i släktet Carpolobia och familjen jungfrulinsväxter. Inga underarter finns listade i Catalogue of Life.